# Dawn Wells
Dawn Elebrta Wells (Reno, Nevada, 1938. október 18. – Los Angeles, Kalifornia, 2020. december 30.) amerikai színésznő.

## Fontosabb filmjei
Mozifilmek
- The New Interns (1964)
- Prériölyv (Winterhawk) (1975)
- A város, amely rettegett a naplementétől (The Town That Dreaded Sundown) (1976)
- Return to Boggy Creek (1977)
- Soulmates (1992)
- Hárman az ágyban (Lover's Knot) (1995)
- Háziasszonyok öröme (Super Sucker) (2002)
- Forever for Now (2004)
- Silent But Deadly (2012)
- This Is Our Time (2013)

Tv-sorozatok
- Maverick (1961, egy epizódban)
- 77 Sunset Strip (1961, négy epizódban)
- Bonanza (1962, 1968, két epizódban)
- Gilligan's Island (1964–1967, 98 epizódban)
- Támadás egy idegen bolygóról (The Invaders) (1967, egy epizódban)
- Szerelemhajó (The Love Boat) (1980, két epizódban)
- Gilligan's Planet (1982, 13 epizódban)
- Baywatch (1992, egy epizódban)

## További információ
- Dawn Wells a PORT.hu-n (magyarul)
- Dawn Wells az Internetes Szinkronadatbázisban (magyarul)
- Dawn Wells az Internet Movie Database-ben (angolul)
- Dawn Wells a Rotten Tomatoeson (angolul)